# Pont du lac Alvord
Le pont du lac Alvord, situé à San Francisco, est le premier pont en béton armé construit en Amérique. Il a été érigé en 1889 par Ernest L. Ransome, un innovateur dans la conception en béton armé, les mélanges d'équipements, et les systèmes de construction.

## Historique
Le pont est constitué d'une arche unique de 64 pieds (19,5072 m) de long et 20 pieds (6,096 m) de large. Pour la renforcer, Ransome a probablement utilisé une innovation qu'il a brevetée, la barre carrée en acier torsadée à froid, placée le long de l'arc et suivant la même courbe. La surface du pont a été abrasée et martelée pour lui donner l'apparence du grès. Sous la voûte, des stalactites de calthémite (dépôts dérivés du béton) se sont formés et ont progressivement augmenté depuis la construction.
E. L. Ransome quitte San Francisco quelques années après cette réalisation, frustré et amer face à l'indifférence pour le béton affichée par la communauté des professionnels de la construction. Ironiquement, les quelques structures de la ville renforcées à l'aide du béton armé, y compris le pont du lac Alvord, ont survécu de manière remarquable au tremblement de terre de 1906 et à l'incendie qui a suivi, donnant une revanche à Ransome quant à sa foi dans la méthode.
Le pont du lac Alvord, enjambe une entrée piétonne du parc du Golden Gate de San Francisco. Il a été inscrit en 1969 dans la liste des Historic Civil Engineering Landmarks dressée  par la Société américaine des ingénieurs civils.